# Anisozyga eucalypti
Anisozyga eucalypti är en fjärilsart som beskrevs av Lucas 1888. Anisozyga eucalypti ingår i släktet Anisozyga och familjen mätare. Inga underarter finns listade i Catalogue of Life.